# Тебекин, Павел Дорофеевич
Павел Дорофеевич Тебекин (5 ноября 1917, с. Воротниково, Курская губерния — 27 февраля 1980, Москва) — подполковник Советской Армии, участник Великой Отечественной войны, Герой Советского Союза (1945).

## Биография
Павел Тебекин родился 5 ноября 1917 года в селе Воротниково (ныне — Старооскольский городской округ Белгородской области). После окончания в 1936 году Ливенского педагогического училища работал учителем сельской школы. В 1938 году Тебекин был призван на службу в Рабоче-крестьянскую Красную Армию. Окончил курсы младших лейтенантов. С начала Великой Отечественной войны — на её фронтах.
К июлю 1944 года майор Павел Тебекин командовал батальоном 629-го стрелкового полка 134-й стрелковой дивизии 69-й армии 1-го Белорусского фронта. Отличился во время освобождения Польши. 29 июля 1944 года батальон Тебекина первым в полку переправился через Вислу в районе населённого пункта Люцимя к юго-западу от города Пулавы и принял активное участие в боях за захват, удержание и расширение плацдарма на его западном берегу, прорвав немецкую оборону и захватив важную высоту, выйдя к окраине населённого пункта Шляхетски Ляс.
Указом Президиума Верховного Совета СССР от 24 марта 1945 года майор Павел Тебекин был удостоен высокого звания Героя Советского Союза с вручением ордена Ленина и медали «Золотая Звезда».
После окончания войны Тебекин продолжил службу в Советской Армии. В 1952 году он окончил Военную академию тыла и снабжения. В 1955 году в звании подполковника Тебекин был уволен в запас. Проживал в Москве. Скончался 27 февраля 1980 года.
Был также награждён тремя орденами Красного Знамени, орденами Александра Невского и Отечественной войны 2-й степени, рядом медалей.